# 粉河寺 (宇都宮市)
粉河寺（こかわでら）は、かつて下野国河内郡宇都宮（現在の栃木県宇都宮市本町付近）にあった天台宗の寺院。
下野宇都宮氏第10代当主の宇都宮氏綱が遠征先の紀伊国粉河寺で客死したことから、第12代当主の宇都宮満綱が宇都宮城下に紀の粉河寺千手観音を勧請して当寺を建立したという。当寺は宇都宮氏の庇護の下で隆盛し、戦国時代には慈眼大師天海が青年期に当寺の住職であった皇舜僧正に師事し天台宗を学んだと伝えられる（天文19年頃）。
慶長7年、宇都宮氏が豊臣秀吉によって改易されたのに伴って没落したが、江戸時代には徳川家の手で再興され当寺の境内面積は宇都宮城下屈指であり、東照大権現および八幡山南麓にある八幡神社の別当寺でもあったが、明治元年旧暦4月（1868年4月）の宇都宮戦争の戦火と明治24年（1891年）の大火により伽藍を焼失し、同年宝蔵寺に合併して廃寺となった。境内に鎮座した東照宮もこの時に遷座された。
当寺の寺域は江戸期には小川島町（こかわじまちょう）と呼ばれたが、当寺の廃寺とともに尾上町と改称され、現在の住所表示は本町となっている。当寺から出土した石棺は今も宝蔵寺に置かれている。現在の粉河寺跡は栃木県総合文化センターや栃木県庁となっている。